# Sylvia Ashton-Warner
Sylvia Constance Ashton-Warner (verheiratete Sylvia Henderson; geb. 17. Dezember 1908 in Stratford, Neuseeland; gest. 28. April 1984 in Tauranga; Neuseeland) war eine neuseeländische Autorin und Pädagogin. Sie wurde bekannt durch ihre reformpädagogischen Ansätze und die Anpassung britischer Lehr- und Lernmethoden an die Bedürfnisse der Māori-Kinder.

## Leben
Sylvia Constance Ashton-Warner wurde 1908 in Neuseeland als eines von neun Kindern geboren. Die Mutter war Lehrerin und Hauptversorgerin der Familie, der Vater arbeitsunfähig. Ihre Kindheit war von materieller Armut und einer immer wieder unterbrochenen Schullaufbahn gekennzeichnet. 1926 begann sie ein Lehrerstudium in Wellington und Auckland. 1931 heiratete sie Keith Henderson. Das Paar hatte drei Kinder und arbeitete zusammen als Lehrer an verschiedenen Schulen für Māori-Kinder. Neben ihrer Tätigkeit als Lehrerin wirkte sie als Autorin und Malerin. Dabei wurde sie von ihrem Mann unterstützt, der sich verstärkt um die Hausarbeit und die Betreuung der Kinder kümmerte.

## Wirken
Ashton unterrichtete Englisch als Zweitsprache für Kinder der Māori. In Abgrenzung zu den seinerzeit üblichen Lehrmethoden berücksichtigte sie die interkulturellen Unterschiede und weckte das Interesse der Māori-Kinder durch ein kindgerechtes Lehrmaterial und Lehrmethoden, die von der Lebenswelt der Kinder ausgingen. Zu Lebzeiten fanden ihre innovativen Ideen im Ausland einen stärkeren Rückhalt als in Neuseeland selbst. Ihre pädagogischen Impulse fanden Eingang in das Konzept des Spracherfahrungsansatzes.
In ihrem Buch Teacher stellte sie ihre Lehrmethoden vor, die sie in der schulischen Auseinandersetzung mit großen Gruppen kleiner Kinder entwickelt hatte. Der didaktische Kern besteht in der Arbeit mit Schlüsselbegriffen aus dem kindlichen Alltag, durch die Kinder den Zusammenhang von Ding, Wort und Schrift begreifen und über diesen Weg einen Zugang zum Lesen finden. Methodisch beschreibt sie ihre spontanen und kreativen Ideen im Umgang mit den Kindern und die Nutzung ihres eigenen Interesses an der Malerei und an der Musik. So beschreibt sie, wie sie die ersten Töne Beethovens 5. Symphonie als Erkennungsmelodie nutzte, um die Aufmerksamkeit der Kinder zu bekommen, wenn sie zu ihnen sprechen wollte. Zu ihrem Ansatz gehört neben der Ablehnung von Gewalt in der Erziehung, die Einbeziehung der Lebenswelt der Kinder und die Berücksichtigung ihrer kulturellen Herkunft. In den gemischten Gruppen, in denen sie sowohl Māorikinder als auch Kinder der Pākehā unterrichtete, war ihr die Entwicklung gegenseitiger Toleranz ein zentrales Anliegen.
Ihr erfolgreichstes Buch war der Roman Spinster von 1958, der, einem Jahreslauf folgend, vom alltäglichen Leben und Erleben einer unverheirateten Frau (engl. spinster) in Neuseeland erzählt, bis diese sich in einem erneuten Frühling zu einer Reise über den Ozean entschließt. Wie die Autorin ist Anna Vorontosov, die Ich-Erzählerin, Lehrerin in einer Vorschulklasse und ist zerrissen von ihrer Liebe zu den Kindern, den persönlichen Wünschen und Träumen und den schwer erträglichen Zumutungen eines überbürokratisierten und unkindgemäßen Schulsystems. Der Sprachstil der Romans mit autobiografischen Zügen ist poetisch und selbstironisch. In deutscher Sprache erschien es 1961 unter dem Titel Quelle meiner Einsamkeit und wurde im gleichen Jahr von Charles Walters unter dem Titel Two Loves verfilmt. Die deutsche Synchronfassung trägt den Titel Der Fehltritt (1961). 
1985 drehte Michael Firth unter dem Titel Sylvia einen weiteren, dokumentarisch angelegten, Spielfilm über ihr Leben und ihre Pionierarbeit mit den Māorikindern mit Eleanor David, Nigel Terry und Tom Wilkinson.

## Auszeichnungen
In Aukland wurde eine Akademie für Erzieherinnen sowie eine erziehungswissenschaftliche Bibliothek nach ihr benannt. Auch in der Dominikanischen Republik wurde eine Schule nach ihr benannt.
Sylvia Ashton-Warner ist eine der 999 Frauen des Heritage Floor der Kunstinstallation The Dinner Party von Judy Chicago. Ihre Inschrift ist der Gruppe um Krankenschwester und Frauenrechtlerin Margaret Sanger zugeordnet, die zum 3. Zeitflügel von der Amerikanischen Revolution bis zur Frauenbewegung gehört.

## Veröffentlichungen (Auswahl)
- Teacher. Aktuelle Ausgabe 1986: Simon & Schuster; Reissue edition 1986, ISBN 0-6716-1768-0.
- Stories from the river. Hodder and Stoughton: Auckland, N.Z. 1986, ISBN 0-340-38214-7
- I passed this way. Reed Methuen: Auckland, N.Z. 1985, ISBN 0-3944-2612-6
- Myself. New York: Simon and Schuster: New York 1967. ISBN 1-1996-7997-6
- Bell Call. Simon and Schuster: New York 1964.
- Spinster. Secker & Warburg: London 1958. Deutsche Ausgabe: Quelle meiner Einsamkeit. Übersetzung von Ilse Krämer. Krüger: Hamburg 1961.